# Északnyugat-csendes-óceáni Szeizmológiai Hálózat
Az Északnyugat-csendes-óceáni Szeizmológiai Hálózat (angolul: Pacific Northwest Seismic Network, PNSN) az Amerikai Egyesült Államok Oregon és Washington államai több mint négyszáz szeizmográfjának adatait feldolgozó, a vulkanikus és tektonikus tevékenységet figyelő és a földrengésekre figyelmeztető rendszer.

## Célja
A térségben jellemzők az erős földrengések: az 1700-as cascadiai földrengés 9-es, a 900-as Seattle-törésvonali pedig 7-7,3-as erősségű volt. Az 1965-ös, 6,5-es erősségű Puget Sound-i földrengésben heten meghaltak, a rendszert ez miatt helyezték üzembe 1969-ben. 1980 elején a St. Helens-hegy alatt földmozgásokat észleltek, márciusban pedig egy hamarosan bekövetkező vulkánkitörést jeleztek elő. A vulkán március 27-én kitört; a május 18-ai, halálos áldozatokkal járó kitörés után a rendszert kiterjesztették.

## Megfigyelés
A St. Helens, Rainier és Hood hegyek alatt rendszeresek a földmozgások. A St. Helens 1980-as kitörésének sikeres előjelzését követően a megfigyelést kiterjesztették a Cascade-hegység többi vulkánjára is. A megfigyelés a United States Geological Survey Cascade-hegységi vulkánfigyelő központjával együttműködésben zajlik.
A Nisqually folyó menti 2001-es földrengést követően a rendszert bővítették. A 2009. január 30-ai földrengéskor a rendszer nem figyelmeztetett; a 2015. februári 4,3-as földrengést követően kiderült, hogy az előjelzések késnek, ezért a rendszer átalakításáról döntöttek. A forrásokat elkülönítették, azonban Donald Trump a földrengésfigyelés költségvetését jelentősen csökkentette, 2018. október 1-jén pedig leépítések történtek.

## Adatfeldolgozás
A hálózat a Washingtoni Egyetem Föld- és Űrtudományi Tanszékén működik, az adatokat a seattle-i EarthScope Konzorcium archiválja. A rendszerben közreműködik az Oregoni Egyetem Földrajzi Tanszéke is. Ez az országos földrengésfigyelő hálózat második legnagyobb tagja, amely több adatot szolgáltatott, mint az alaszkai, nevadai, hawaii, utahi és missouri hálózatok.
A rendszert elsősorban a United States Geological Survey (USGS), kisebb részben pedig az energiaminisztérium, illetve Oregon és Washington államok biztosítják. A működtetés a Washingtoni Egyetem feladata, ebben a USGS segíti őket.

## Fordítás
- Ez a szócikk részben vagy egészben  a   Pacific Northwest Seismic Network című angol Wikipédia-szócikk ezen változatának fordításán alapul.  Az eredeti cikk szerkesztőit annak laptörténete sorolja fel. Ez a jelzés csupán a megfogalmazás eredetét és a szerzői jogokat jelzi, nem szolgál a cikkben szereplő információk forrásmegjelöléseként.